# Rudolf Höhnl
Rudolf Höhnl, češki smučarski skakalec, * 21. april 1946, Pernink, Češkoslovaška.
Höhnl je nastopil na zimskih olimpijskih igrah v letih 1968, 1972 in 1976. Najboljšo posamično uvrstitev je dosegel leta 1968 z 12. mestom na veliki skakalnici, leta 1976 je bil 16. na srednji skakalnici. Na svetovnih prvenstvih je nastopil v letih 1970 in 1974, ko je z bronasto medaljo na veliki skakalnici posamično dosegel uspeh kariere, leta 1970 pa je bil četrti. Prav tako dvakrat je nastopil na svetovnih prvenstvih v poletih, leta 1973 je bil peti, leta 1975 pa enajsti. Prvi mednarodni uspeh je dosegel leta 1965 z zmago na manjši tekmi v Immenstadtu. Leta 1971 je z zmago in drugim mestom na treh tekmah osvojil skupno zmago na Turneji prijateljstva in Turnejo Beskiden, na tretji postaji Turneje štirih skakalnic v Innsbrucku je s tretji mestom dosegel svojo prvo uvrstitev na stopničke na turneji, skupno pa peto mesto v razvrstitvi turneje. Leta 1973 je zmagal na četrti postaji turneje v Bischofshofnu in osvojil šesto mesto v razvrstitvi turneje. Skupno je desetkrat tekmoval na turneji in se šestkrat uvrstil med prvih deset v skupni razvrstitvi. Kariero je končal leta 1976.